# Mihran
Mihran o Mehrān (en persa mitjà: 𐭬𐭨𐭥𐭠𐭭, en farsi مهران) va ser una de les set grans cases que van existir durant l'Imperi Persa i l'Imperi Sassànida, anomenades el set clans parts. Es deien descendents de la dinastia dels arsàcides.
Una branca dels Mihran va donar lloc a la família dels Mihrànides, reis d'algunes regions del Caucas, i a la dels Cosròides de Kartli. Les primeres notícies de la família provenen d'una inscripció trilingüe del segle iii que parla de les activitats militars, polítiques i religioses del rei Sapor I, el segon de la dinastia sassànida. Durant tot el període dels sassànides, la família dels Mihran van ser per herència governadors militars a l'Imperi, i van servir com a generals a les guerres romano-perses, on es mencionen simplement com a Mihran o Μιρράνης, ('Mirranēs' a les fonts gregues). L'historiador Procopi a la seva Història d'aquestes guerres, fa equivalent la paraula Mihran amb la de general.
Alguns generals notables d'aquesta família van ser:
- Xahpuhr Mihran, que va ser marzban (governador) de l'Armènia persa l'any 482.
- Perozes, el comandant en cap dels sassànides que es va enfrontar amb Belisari a la batalla de Dara l'any 530.
- Mihransitad, un diplomàtic a les ordres de Còsroes I que va lluitar a Armènia contra l'Imperi Romà d'Orient cap al anys 572 i 573.
- Vararanes VI o Vararanes Txovin, que va organitzar un cop d'estat contra Còsroes II i va usurpar breument la corona sassànida de l'any 590 al 591.
- Sarbar, que va ser general a la última guerra romano-persa i usurpador del tron l'any 630.[2]

La dinastia dels Samànides, molt posterior que va governar la Transoxiana i després al Khorasan als segles IX i X, es deien descendents de Vararanes Txovin i, per tant, de la casa de Mihran, encara que aquesta genealogia no està clara.